# تیلی لاونستین
تیلی لاونستین (انگلیسی: Tilly Lauenstein؛ ۲۸ ژوئیه ۱۹۱۶ – ۸ مه ۲۰۰۲) هنرپیشه اهل آلمان بود.
از فیلم‌ها یا برنامه‌های تلویزیونی که وی در آنها نقش داشته‌است می‌توان به دو ساد و قدیمی‌ترین حرفه اشاره کرد.